# Ezra B. Taylor
Ezra Booth Taylor (9 de julio de 1823 - 29 de enero de 1912) fue un representante de los Estados Unidos por Ohio.

## Biografía
Taylor nació en el municipio de Nelson, en el condado de Portage, Ohio, y asistió a las escuelas y academias comunes y selectas. Estudió derecho y fue admitido en el colegio de abogados y comenzó a ejercer en el condado de Portage en 1845. Taylor fue elegido fiscal en 1854 y se trasladó a Warren, Ohio, en 1861. Durante la guerra civil estadounidense, se alistó como soldado raso en la Compañía de Infantería A, Ciento Setenta y Uno de Ohio, el 27 de abril de 1864. Entró en servicio el 5 de mayo de 1864 y fue dado de baja con honores el 20 de agosto de 1864. Taylor fue elegido juez del tribunal de causas comunes del noveno distrito judicial de Ohio y ocupó el cargo desde marzo de 1877 hasta septiembre de 1880, cuando dimitió. Taylor fue elegido como republicano para el cuadragésimo sexto Congreso para cubrir la vacante causada por la dimisión de James A. Garfield. Fue reelegido para el Cuadragésimo Séptimo y para los cinco Congresos siguientes y sirvió desde el 13 de diciembre de 1880 hasta el 3 de marzo de 1893. Se opuso abiertamente a la Ley de Exclusión China en 1882, argumentando que los inmigrantes chinos estaban siendo señalados por los trabajadores de la Costa Oeste. Fue presidente de la Comisión Judicial (Quincuagésimo primer Congreso), pero declinó ser candidato a la reelección en 1892. Tras dejar el cargo, retomó el ejercicio de su profesión. Murió en Warren, Ohio, el 29 de enero de 1912 y fue enterrado en el mausoleo de Warren en el cementerio de Oakwood.
En 1849, Taylor se casó en Ravenna con Harriet M. Frazier, que murió en 1876. Tuvieron una hija y un hijo. La primera, Harriet Taylor Upton, fue una famosa sufragista y escritora.